# Jan Kooijman
Jan Kooijman (Rotterdam, 14 april 1981) is een Nederlands acteur, presentator en danser. Kooijman verkreeg bij het grote publiek vooral naamsbekendheid door zijn rol als Danny de Jong in de RTL 4-soap Goede tijden, slechte tijden.

## Biografie
Na het behalen van zijn havodiploma aan de Havo voor muziek en dans volgde Kooijman de opleiding 'Uitvoerend Dans' aan de Rotterdamse Dansacademie, de huidige hogeschool Codarts. Van 2000 tot 2009 werkte Kooijman als professioneel danser bij het Scapino Ballet. Naast het dansen werkt Kooijman ook als acteur. Tussen februari 2009 en februari 2012 was hij te zien als Danny de Jong in Goede tijden, slechte tijden. Vanaf september 2009 is Kooijman een van de juryleden van So You Think You Can Dance.
In de zomermaanden, wanneer Goede tijden, slechte tijden een zomerstop had, was Kooijman te zien als een van de presentatoren van het RTL 4-programma Ik kom bij je eten, waarin bekende RTL-gezichten bij bekende en onbekende Nederlanders op bezoek gaan. In 2011 was Kooijman te zien in het elfde seizoen van het spelprogramma Wie is de Mol?; hij viel af in de vijfde aflevering. In september 2012 tekende Kooijman een jaarcontract bij RTL 5. 
Vanaf 2016 maakt Kooijman programma's bij KRO-NCRV. Deze programma's zijn te zien op NPO 1 en NPO 3. Kooijman presenteert sinds 2016 ook het programma Opgejaagd op VIJF. In 2017 werd Kooijman een van de presentatoren van het vernieuwde programma De Reünie, samen met Anita Witzier en Ajouad El Miloudi.
Kooijman leerde zijn vriendin kennen bij het Scapino Ballet. Ze hebben samen twee dochters (2011 en 2014).
In maart 2019 werd bekend dat Kooijman als nieuw jurylid werd toegevoegd aan het SBS6-programma Dance Dance Dance. Vanaf april 2022 presenteert hij Puberruil, dat na vier jaar afwezigheid zijn terugkeer maakte.
In 2024 deed Kooijman mee als adelaar in het televisieprogramma The Masked Singer.

## Film- en televisiewerk

### Acteren
| Jaar       | Titel                                    | Opmerking(en)              | Rol                      |
| ---------- | ---------------------------------------- | -------------------------- | ------------------------ |
| Jaren 90   | Winnie de Poeh                           | Animatiefilm               | Janneman Robinson (stem) |
| 1993       | The Princes and the Goblin               | Animatiefilm               | Curdie (stem)            |
| 2004       | Embracing Time                           | Film                       | Niet bekend              |
| 2005       | Bad Candy was here                       | Televisieserie Nickelodeon | Hidde                    |
| 2005, 2006 | Onderweg naar Morgen                     | Soapserie BNN              | Just Klarenbeek          |
| 2009–2012  | Goede tijden, slechte tijden             | Soapserie RTL 4            | Danny de Jong            |
| 2010       | Nanny McPhee 2: De vonken vliegen eraf   | Film                       | Meneer Green (stem)      |
| 2010       | Cats & Dogs: The Revenge of Kitty Galore | Film                       | Diggs (stem)             |
| 2011       | De TV Kantine                            | Comedyserie RTL 4          | Danny de Jong            |
| 2012       | Sneeuwwitje                              | Film                       | Prins Alcott (stem)      |
| 2012       | Toren C                                  | Televisieserie             | Zichzelf/gastrol         |
| 2013       | Verliefd op Ibiza                        | Film                       | Kevin                    |
| 2013       | Ted en de schat van de mummie            | Animatiefilm               | Ted (stem)               |
| 2013       | Tarzan                                   | Animatiefilm               | Tarzan (stem)            |
| 2014       | Toscaanse Bruiloft                       | Film                       | Jeroen                   |
| 2014       | Hartenstraat                             | Film                       | Wesley                   |
| 2014-2015  | Bluf                                     | Televisieserie RTL 5       | Mark                     |
| 2015       | De TV Kantine                            | Comedyserie RTL 4          | Prins Hans               |
| 2016       | De zevende hemel                         | Film                       | Matthijs                 |
| 2019       | Verliefd op Cuba                         | Film                       | Jan                      |
| 2019       | Misfit 2                                 | Film                       | directeur Wouters        |
| 2020       | Alles is zoals het zou moeten zijn       | Film                       | Dr. Douwe Drakema        |
| 2023       | Nureyev                                  | Toneel, Dans               | Rudolf Nureyev           |
| 2023       | Zomer in Frankrijk                       | Film                       | Luuk                     |
| 2023-2024  | Pretty woman                             | Musical                    | Edward                   |
| 2025       | Dochters                                 | Film                       | Karel                    |

### Presenteren, jureren en overig
| Jaar                 | Titel                                            | Zender/omroep                           | Rol                     |
| -------------------- | ------------------------------------------------ | --------------------------------------- | ----------------------- |
| 2009-2015            | So You Think You Can Dance                       | RTL 5                                   | Jurylid                 |
| 2009                 | Ranking the Stars                                | BNN                                     | Kandidaat               |
| 2010                 | Ik kom bij je eten                               | RTL 4                                   | Presentator             |
| 2011                 | Wie is de Mol?                                   | AVRO                                    | Kandidaat               |
| 2011                 | Sunday Night Fever                               | RTL 4                                   | Coach                   |
| 2012                 | AVRO Junior Dance                                | AVRO                                    | Jurylid                 |
| 2012-2015            | RTL Boulevard                                    | RTL 4                                   | Presentator (vervanger) |
| 2013                 | Killer Karaoke                                   | RTL 5                                   | Presentator             |
| 2013                 | Take Me Out                                      | RTL 5                                   | Presentator             |
| 2013                 | Cheat on Me                                      | RTL 5                                   | Presentator             |
| 2013-2015            | Everybody Dance Now                              | RTL 4                                   | Jurylid                 |
| 2013                 | So You Think You Can Dance: The Next Generation  | RTL 5                                   | Jurylid                 |
| 2014                 | Ik ben een ster, haal me hier uit!               | RTL 5                                   | Presentator             |
| 2014-2015 2021-heden | Levenslang met dwang?                            | RTL 5 (2014-2015) KRO-NCRV (2021-heden) | Presentator             |
| 2015                 | Buitenlandse gevangenissen: Hollanders in de cel | RTL 5                                   | Presentator             |
| 2016                 | It Takes 2                                       | RTL 4                                   | Kandidaat               |
| 2016                 | Opgejaagd                                        | VIJF                                    | Presentator             |
| 2016-2018            | Dance Around The World                           | KRO-NCRV                                | Presentator             |
| 2016                 | Tot elkaar veroordeeld                           | KRO-NCRV                                | Presentator             |
| 2017                 | Echt niet OK!                                    | KRO-NCRV                                | Presentator             |
| 2017-2019            | De Reünie                                        | KRO-NCRV                                | Presentator             |
| 2017-heden           | Hij is een Zij                                   | KRO-NCRV                                | Presentator             |
| 2018                 | #jesuisdepri                                     | KRO-NCRV                                | Presentator             |
| 2018-2019, 2021-2022 | Dancing with the Stars                           | Play4                                   | Jurylid                 |
| 2019                 | Dance Dance Dance                                | SBS6                                    | Jurylid                 |
| 2022-heden           | Puberruil                                        | KRO-NCRV                                | Presentator             |
| 2024                 | Top 2000 Quiz                                    | NTR                                     | Deelnemer               |
| 2024                 | The Masked Singer                                | RTL 4                                   | Deelnemer, als adelaar  |

## Trivia
- Kooijman won in 2010 de Televizier Talent Award, wat een onderdeel is van de Gouden Televizier-Ring.[8]
- In 2011 won hij bij de Kids Choice Awards in Los Angeles de prijs: Beste TV ster van Nederland/Vlaanderen.
- In 2011 ontving hij de Speciale Prijs van Stichting Dansersfonds '79.
- In 2020 nam hij deel aan De Slimste Mens ter Wereld, maar viel af na 1 keer te hebben deelgenomen.